# Баляга (станція)
Баляга (рос. Баляга) — станція Читинського регіону Забайкальської залізниці Росії, розташована на дільниці Заудинський — Каримська між станціями Петровський Завод (відстань — 20 км) і Тарбагатай (14 км). Відстань до ст. Заудинський — 155 км, до ст. Каримська — 490 км.